# Tarsier
Tarsiidae
Infra-ordre
Famille
Les tarsiers (Tarsiidae) forment une famille de primates haplorhiniens vivant en Asie du Sud-Est, caractérisés par leurs yeux énormes et leurs pieds très développés.
Ils constituent les uniques représentants actuels de l'infra-ordre des tarsiens (Tarsiformes). Les tarsiers ont longtemps été regroupés dans le seul genre Tarsius. Depuis les années 2010, plusieurs découvertes ont poussé les spécialistes à reconsidérer cet ensemble et certains auteurs ont proposé de le diviser en trois genres : Tarsius, Carlito et Cephalopachus.
Longtemps classés parmi les prosimiens, les tarsiers partagent pourtant plusieurs caractéristiques avec les singes.

## Taxonomie

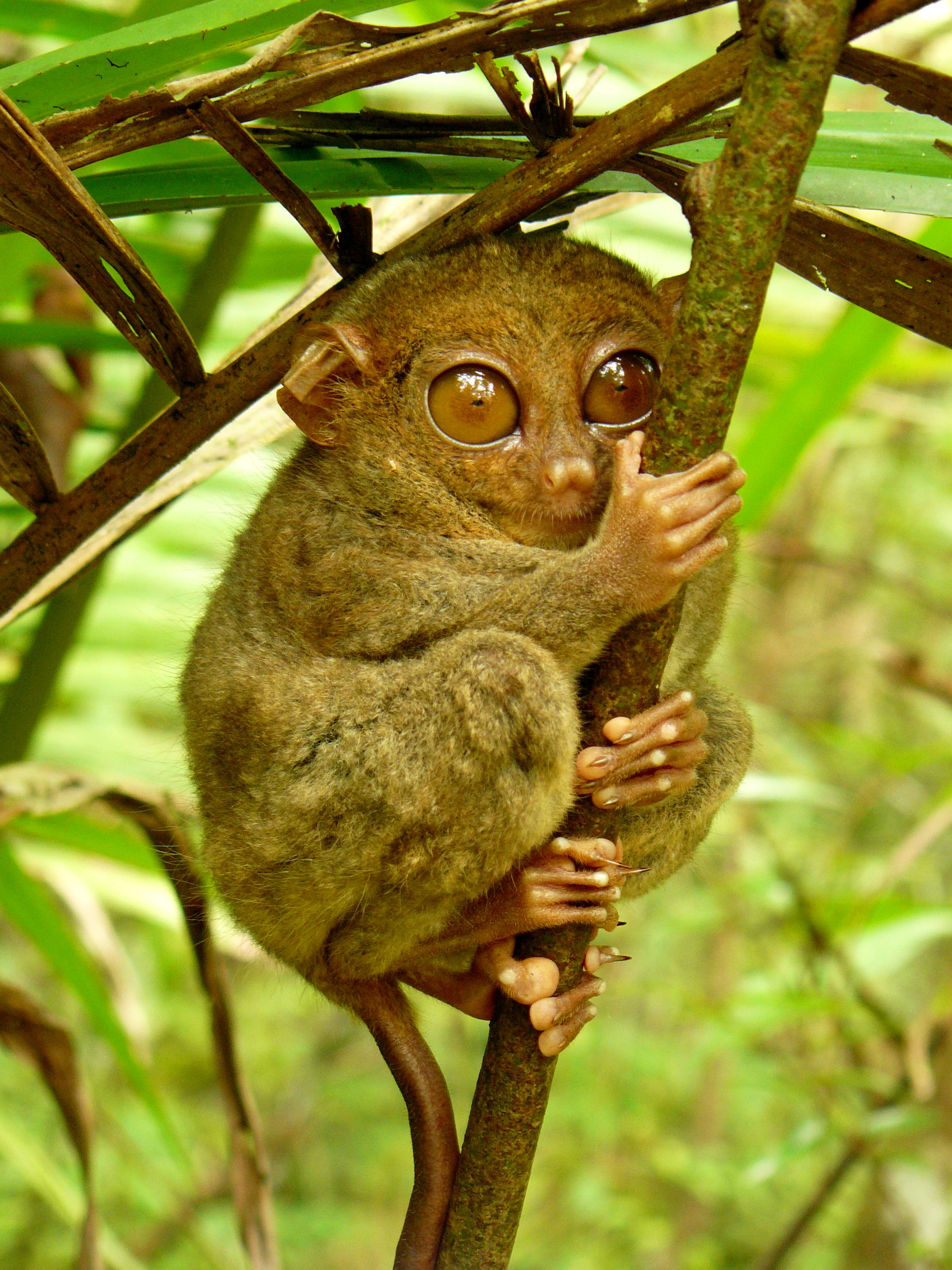
Un tarsier des Philippines.

Les tarsiidés (Tarsiidae) forment la seule famille dans l'infra-ordre des Tarsiiformes. L'infra-ordre entier était auparavant classé dans le sous-ordre des strepsirrhiniens, mais il est maintenant classé dans celui des haplorrhiniens, bien qu'ils ne soient pas considérés comme des singes (Simiiformes).
Certaines hypothèses font des omomyidés, une famille de formes fossiles, les ancêtres des tarsiers actuels. Ce sont les plus vieux primates au monde car ils sont apparus il y a 45 millions d'années.

## Caractéristiques

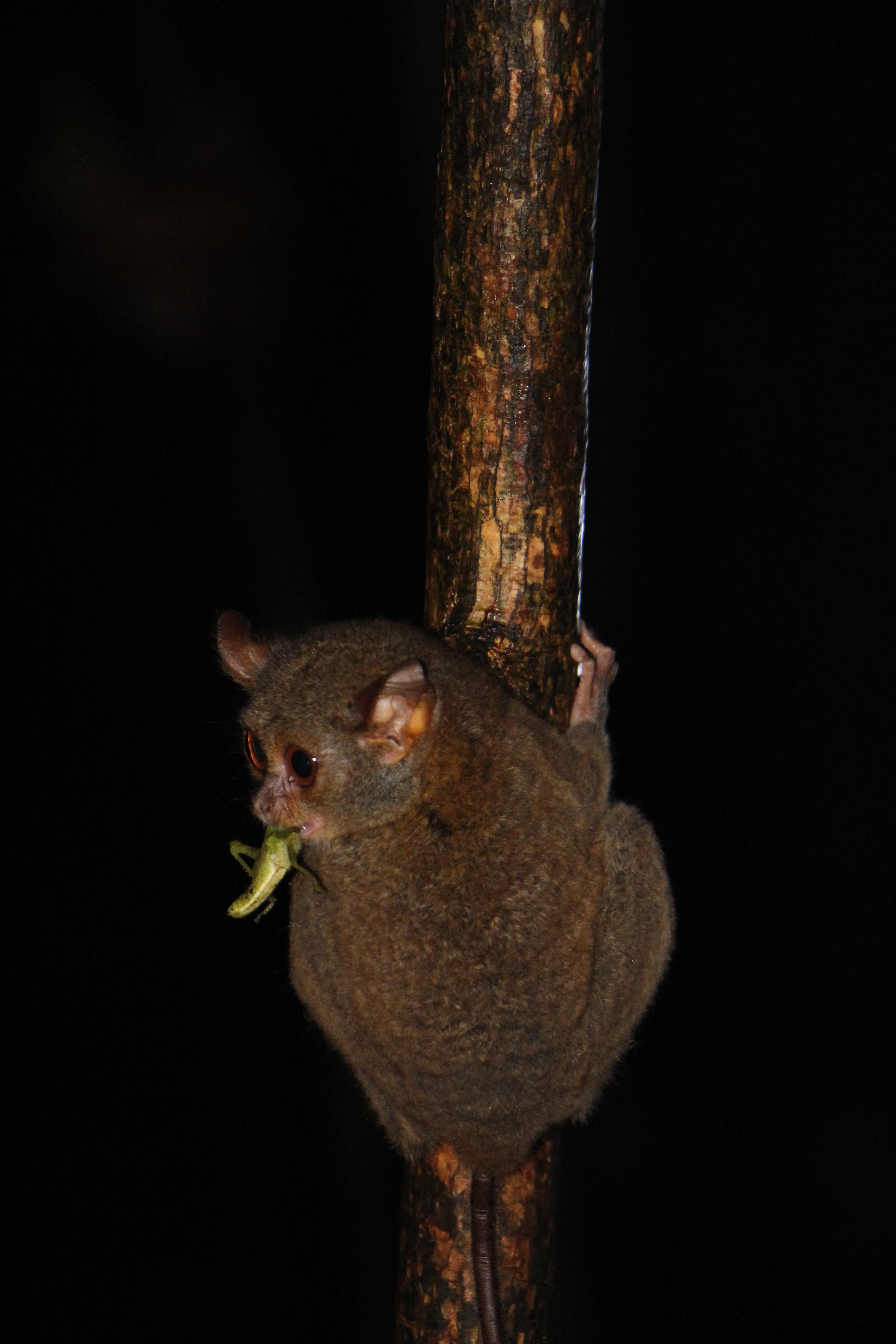
Tarsius (tarsier) de Sulawesi dans un arbre du Tangkoko National Park mangeant une sauterelle.

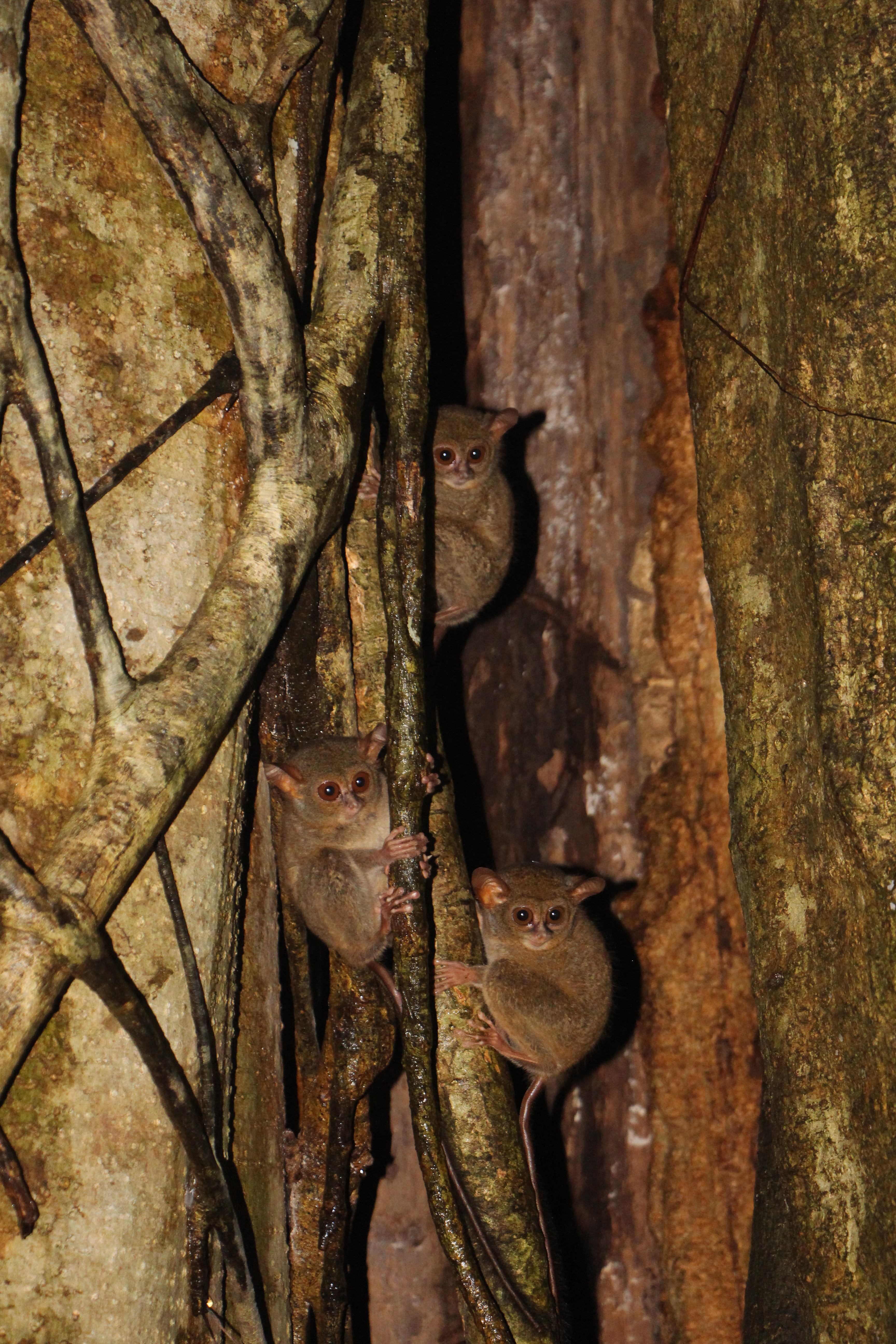
Groupe de Tarsius (tarsier) de Sulawesi dans un arbre du Tangkoko National Park.

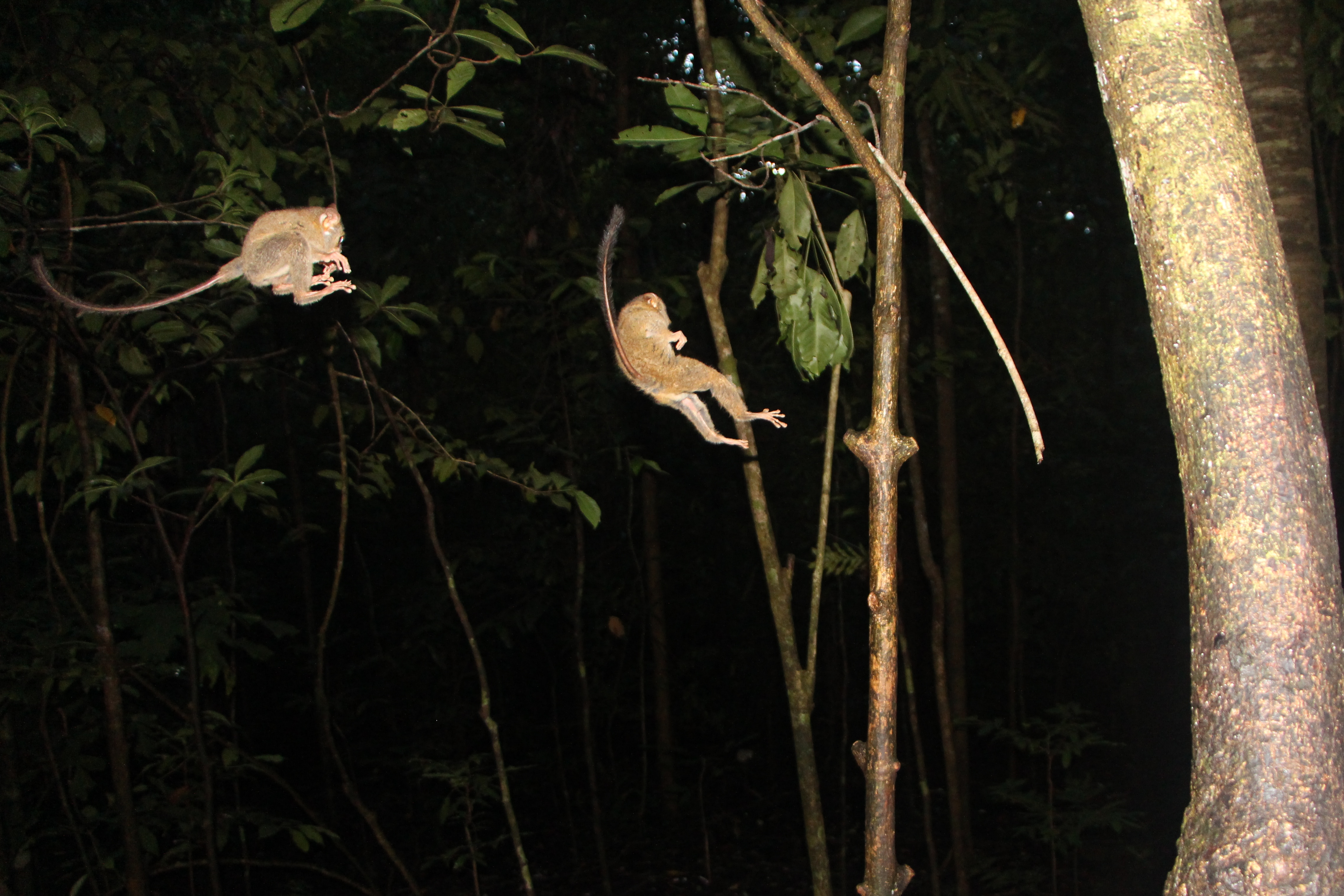
Deux tarsius (tarsier) de Sulawesi sautant sur la branche pour attraper une sauterelle.

Le tarsier est une créature difficile à apercevoir. Il ne quitte presque jamais l'arbre qu'il a choisi comme logement et se déplace uniquement pour se nourrir.
Doté d'oreilles capables de s'orienter dans toutes les directions et d'une queue semblable à celle des rats, ce minuscule primate de 15 cm (sans compter la queue)  et de 120 g possède de gros yeux globuleux et de très longs pieds, d'où leur nom que l'on doit à Georges-Louis Leclerc de Buffon : les os du tarse étant très développés chez eux.
Mammifères nocturnes, discrets et farouches, ils sont essentiellement insectivores et capturent leur proie (criquets, sauterelles, fourmis, blattes ...) en bondissant dessus, d'une branche à l'autre. Il leur arrive de chasser des oiseaux ou leurs œufs, des petits amphibiens, des chauves-souris et des serpents.
La gestation dure environ six mois et aboutit à la naissance d'un seul petit.
Découverts sous forme de fossile en Asie, en Europe en Amérique du Nord, les tarsiers ont depuis été recensés dans les îles du Sud-Est de l'Asie dont les Philippines, Sulawesi, Bornéo et Sumatra. Ils sont classés dans les espèces protégées.[réf. nécessaire]
Les tarsiers ont la plus longue suite continue de fossiles parmi les primates, attestant que leur formule dentaire n'a pas changé depuis 45 millions d'années. Contrairement à beaucoup d'animaux nocturnes, les tarsiers n'ont pas de tapetum (tapetum lucidum, une couche réfléchissante qui est située soit à l'arrière de la rétine, soit à l'intérieur de la rétine.). Leur fovea est également atypique pour des animaux nocturnes, c'est ce qui en fait une espèce nyctalope. Le tarsier peut faire pivoter sa tête à 180° dans les deux sens ; c'est indispensable car ses yeux sont trop gros pour tourner dans les orbites. J. Pettigrew met en évidence les 6 muscles oculomoteurs nains, mais parfaitement fonctionnels. Il en déduit que comme pour les chouettes, les yeux des tarsiers sont capables d'avoir un ajustement de position lent et fin en cas de luminosité très faible.
Les yeux du tarsier brillent dans la nuit, ce qui a amené les indigènes de Bornéo à le considérer comme un « hantou » (démon). Il est craint et vénéré par les peuples d'Indonésie.
Le tarsier est aussi le seul primate connu à émettre et percevoir les ultrasons. Cette aptitude lui permet de communiquer à l'insu de ses prédateurs, mais aussi de ses proies.

## Stress
Très anxieux, les tarsiers sont stressés par la voix humaine, l'approche d’une main ou le flash d'un appareil photo. Cela  peut suffire à les plonger dans la détresse et jusqu'à mettre fin à leurs jours : « Ils s'arrêtent de respirer et meurent à petit feu. Si vous les mettez dans une cage, ils veulent sortir, alors ils se cognent la tête contre la cage, et elle craque tant leur crâne est fin », explique Carlito Pizarras, conservateur au sanctuaire pour tarsiers de Corella, sur l'île de Bohol.

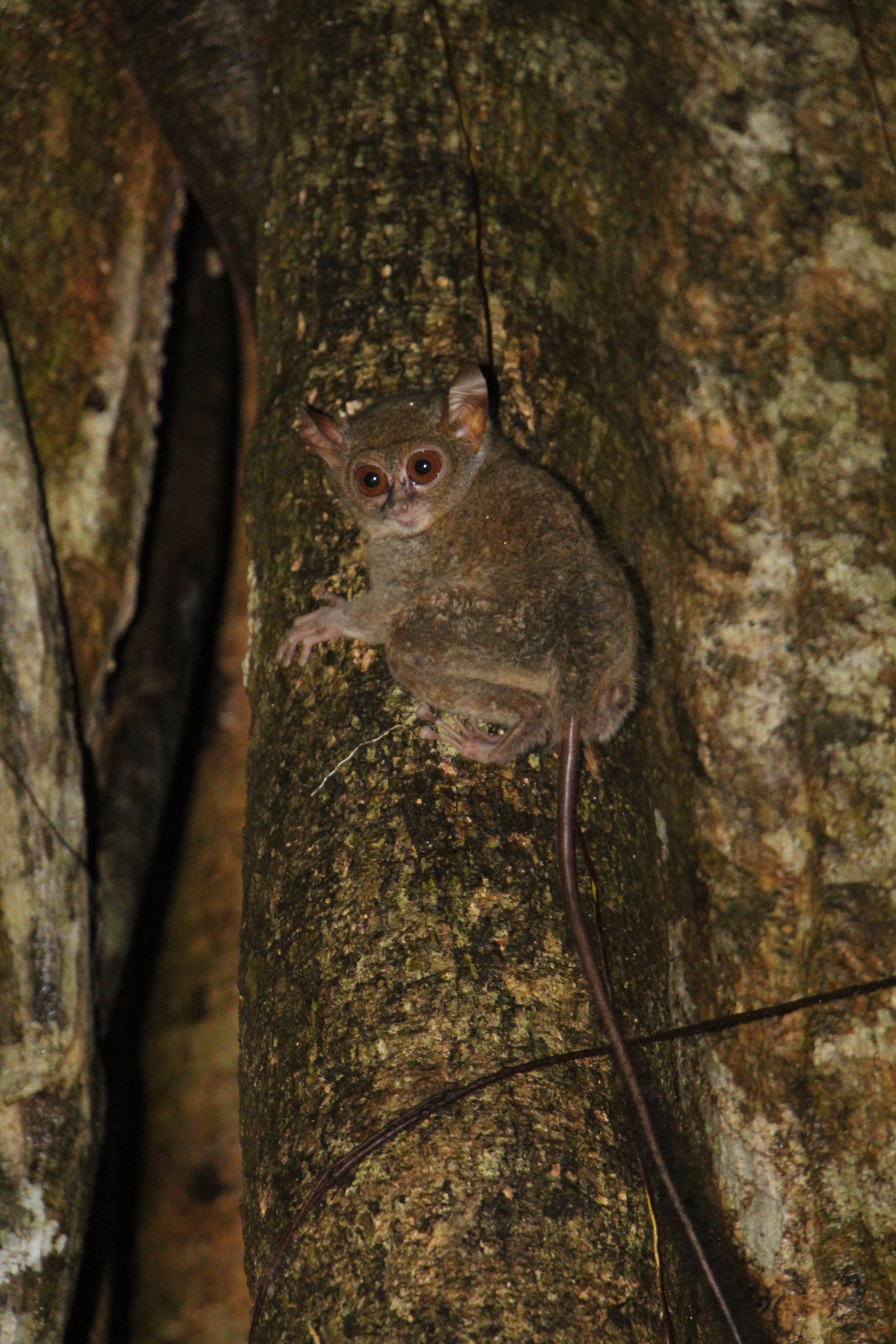
Tarsius (tarsier) de Sulawesi dans un arbre du Tangkoko National Park.

## Classification
- Infra-ordre Tarsiiformes
  - Famille Tarsiidae: tarsiers
    - Genre Carlito
      - Carlito syrichta (Linnaeus, 1758) — Tarsier des Philippines

    - Genre Cephalopachus Swainson, 1835
      - Cephalopachus bancanus (Horsfield, 1821) – Tarsier de Horsfield ou de l'Ouest

    - Genre Tarsius Storr, 1780
      - Tarsius dentatus – Tarsier de Dian
      - Tarsius fuscus Fischer, 1804
      - Tarsius lariang Merker and Groves, 2006
      - Tarsius niemitzi Shekelle, Groves, Maryanto, Mittermeier, Salim & Springer, 2019
      - Tarsius pelengensis Sody, 1949 – Tarsier de Peleng
      - Tarsius pumilus Miller and Hollister, 1921 – Tarsier pygmée
      - Tarsius sangirensis Meyer, 1897 – Sangihe Tarsier
      - Tarsius tarsier (Erxleben, 1777) – Tarsier spectre[8]
      - Tarsius tumpara Shekelle, Groves, Merker and Supriatna, 2008
      - Tarsius wallacei Merker, Driller, Dahruddin, Wirdateti, Sinaga, Perwitasari-Farajallah and Shekelle, 2010

## Dans la culture populaire
- Gilbert, tarsier savant et rouspéteur, est un des As de la Jungle[9].